# 白峰温泉 ニューサンピア坂出
白峰温泉 ニューサンピア坂出（しろみねおんせん ニューサンピアさかいで）は香川県坂出市にある温泉宿泊施設。

## 館内施設
宿泊設備
- 客室（和室、洋室）
- 白峰温泉（大浴場、露天風呂）
  - 泉質：ナトリウム-塩化物・炭酸水素塩泉

料飲施設
- 展望レストラン　Goshiki
- カフェ

その他
- 会議室A、会議室B
- 大広間

## 近隣施設
- 四国八十八箇所第81番　白峯寺
- 白峯陵
- 白峰パークセンター
- 白峰展望台